# Aire d'attraction de Quimper
L'aire d'attraction de Quimper est un zonage d'étude défini par l'Insee pour caractériser l’influence de la commune de Quimper sur les communes environnantes. Publiée en octobre 2020, elle se substitue à l'aire urbaine de Quimper, qui comportait 21 communes dans le dernier zonage qui remontait à 2010.

## Définition
L'aire d'attraction d'une ville est composée d’un pôle, défini à partir de critères de population et d’emploi ainsi que d’une couronne constituée des communes dont au moins 15 % des actifs travaillent dans le pôle. Le pôle d’attraction constitue ainsi un point de convergence des déplacements domicile-travail,.

## Type et composition
L’aire d'attraction de Quimper est une aire intra-départementale qui comporte 58 communes dans le Finistère. 
Elle est catégorisée dans les aires de 200 000 à moins de 700 000 habitants.
Dans la région, la population est relativement peu concentrée dans les pôles. Ainsi, moins d’un tiers de la population y vit contre plus de la moitié au niveau national. C’est en particulier le cas pour l’aire d'attraction de Quimper qui présente une population de 234 042 habitants localisés dans la région et dont 26,9 % résident dans le pôle.
En Bretagne, la population augmente de 0,6 % par an en moyenne entre 2007 et 2017 (+ 0,5 % en France). Pour l’aire de Quimper, elle est de 0,2 %. Le nombre d’emplois présents dans l’aire d’attraction est de 94 745.

### Carte

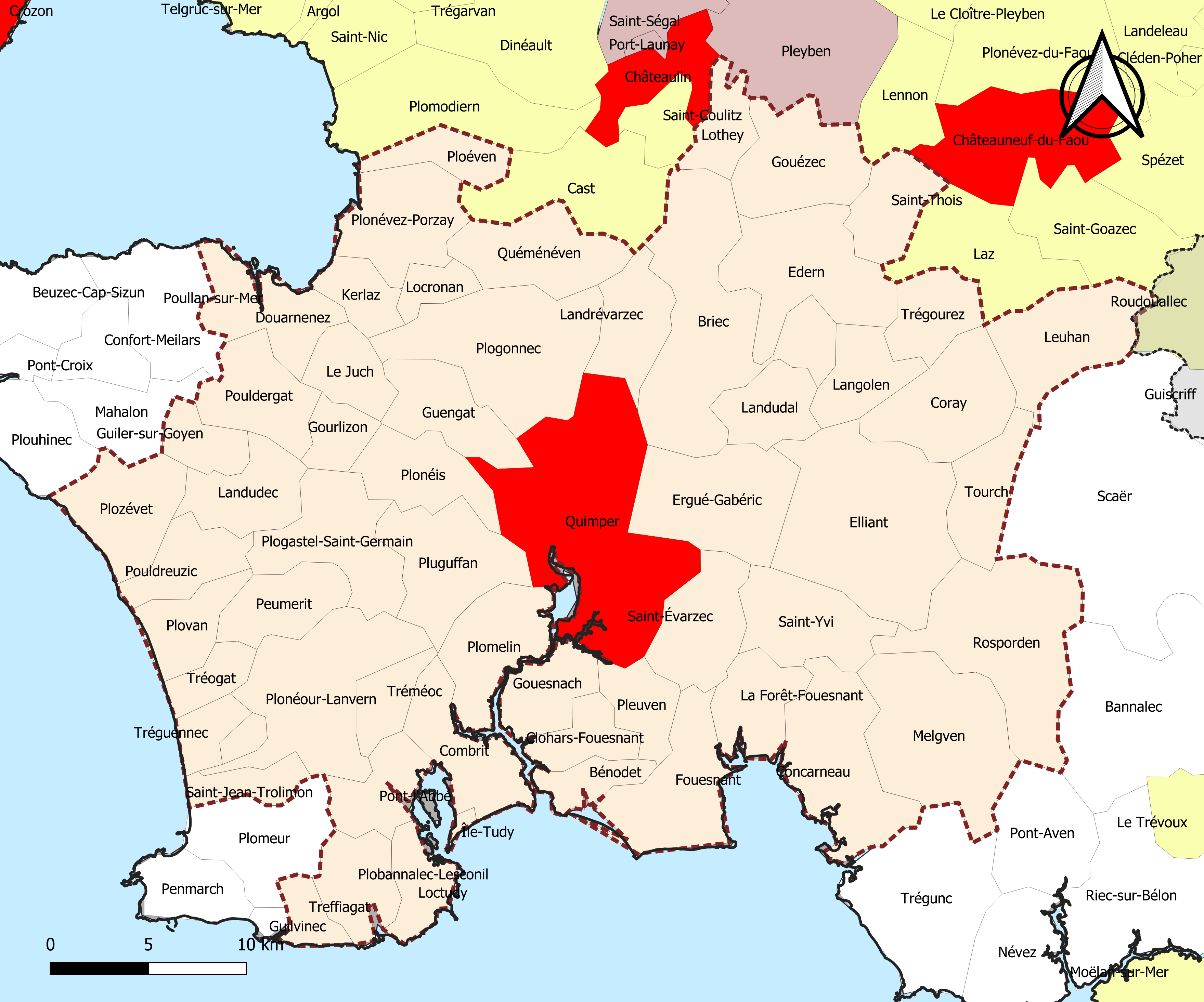
Carte de l'aire d'attraction de Quimper.
Commune-centre
Commune de la couronne

### Composition communale
| Catégorie               | Département | Communes | Communes |
| Catégorie               | Département | Nombre   | Libellé |
| ----------------------- | ----------- | -------- | --- |
| Commune-centre          | Finistère   | 1        | Quimper. |
| Communes de la couronne | Finistère   | 57       | Bénodet, Briec, Clohars-Fouesnant, Combrit, Concarneau, Coray, Douarnenez, Edern, Elliant, Ergué-Gabéric, La Forêt-Fouesnant, Fouesnant, Gouesnach, Gouézec, Gourlizon, Guengat, Guiler-sur-Goyen, Île-Tudy, Le Juch, Kerlaz, Landrévarzec, Landudal, Landudec, Langolen, Leuhan, Locronan, Loctudy, Lothey, Melgven, Peumerit, Pleuven, Plobannalec-Lesconil, Ploéven, Plogastel-Saint-Germain, Plogonnec, Plomelin, Plonéis, Plonéour-Lanvern, Plonévez-Porzay, Plovan, Plozévet, Pluguffan, Pont-l'Abbé, Pouldergat, Pouldreuzic, Quéménéven, Rosporden, Saint-Évarzec, Saint-Jean-Trolimon, Saint-Thois, Saint-Yvi, Tourch, Treffiagat, Trégourez, Tréguennec, Tréméoc, Tréogat. |